# Louis Antoine d'Hélyot
Louis Antoine Joseph Marie Thérèse d'Hélyot est un homme politique français né le 21 juillet 1756 à Cahors (Lot) et décédé le 2 décembre 1838 à Cahors.

## Biographie
Émigré sous la Révolution française, il revient en France en 1814 avec le retour des Bourbons. Il est député du Lot de 1815 à 1816, siégeant dans la majorité de la Chambre introuvable. Conseiller général du Lot, il est secrétaire général de la préfecture en 1820. Il est également président du tribunal de commerce de Cahors et administrateur de l'hospice.

## Blason
D'azur, au chevron d'argent accompagné en chef de deux étoiles d'or, et en pointe d'une ancre de sinople.

## Sources
- Ressource relative à la vie publique :   - Base Sycomore
- « Louis Antoine d'Hélyot », dans Adolphe Robert et Gaston Cougny, Dictionnaire des parlementaires français, Edgar Bourloton, 1889-1891 [détail de l’édition]